# Wirus nabytego niedoboru immunologicznego kotów
Wirus nabytego niedoboru immunologicznego kotów (ang. feline immunodeficiency virus, FIV) – wirus z rodzaju lentiwirusów, z rodziny retrowirusów. Wywołuje u kotów domowych niedobór odporności, który określany jest jako zespół niedoboru odporności, a potocznie zwany jest kocim AIDS, ponieważ przypomina ludzką odmianę tej choroby. FIV nie stanowi jednak zagrożenia dla ludzi, gdyż nie mogą się nim zarazić. Został po raz pierwszy opisany w 1986. Występuje u 11% kotów na świecie.
Choroba ta jest obecnie nieuleczalna, ale przez dłuższy czas może przebiegać bez jakichkolwiek objawów. W jej przebiegu układ odpornościowy zostaje trwale uszkodzony, a infekcje (wtórne) prowadzą do śmierci. Do tej pory udało się wyizolować dziewięć spośród 11 istniejących szczepów wirusa kociej odmiany, w tym szczepy występujące u lwów i pum. Również u hieny cętkowanej, która nie należy do rodziny kotowatych wykryto FIV. Obok koronawirusa wywołującego zakaźne zapalenie otrzewnej kotów (FIP) i wirusa białaczki kotów (FeLV), wywołującego białaczkę kotów, wirus ten jest przyczyną najistotniejszej z weterynaryjnego punktu widzenia wirusowej choroby zakaźnej kotów domowych.

## Historia, przenoszenie, nazewnictwo
Pierwsze szczepy tego wirusa zostały wyizolowane z kotów domowych w 1986. W pewnym kalifornijskim domu w miejscowości Petaluma, zamieszkiwanym przez dużą liczbę kotów doszło do wybuchu epidemii niedoboru odporności. Chore koty przebadane zostały na obecność wirusa FeLV, wynik był jednak negatywny. Pobrano od nich próbki krwi i zaaplikowano je dwóm zdrowym kotom, które po upływie 4 do 6 tygodni dostały gorączki, spadł u nich poziom białych krwinek (leukopenia) i rozwinęła się limfadenopatia. Z mononukleowych krwinek (PBMCs) wyizolowano ostatecznie pierwsze FIV.
Wkrótce po tym stwierdzono, że również próbki surowicy pobrane od dziko żyjących kotów, takich jak afrykańskie lwy i gepardy, azjatyckie lwy i tygrysy, południowoamerykańskie jaguary i północnoamerykańskie pumy zawierały antygeny FIV i EIAV.
Reakcje te wskazywały na zakażenie tym wirusem. Badania serologiczne (np. za pomocą testu ELISA) do dziś zaliczane są do najważniejszych metod badania na obecność FIV. Pierwotnie wykorzystywano również antygeny kotów domowych do testowania surowic dziko żyjących gatunków kotów. Wraz ze wzrastającą charakterystyką specyficznych szczepów FIV zaczęto stosować ich antygeny, co wpłynęło znacząco na dokładność testów. Jednocześnie zauważono, że wirusy te są dużą, z ewolucyjnego punktu widzenia starą grupą retrowirusów.
Po pierwszych doniesieniach z Ameryki Północnej, zaczęto stwierdzać obecność FIV u coraz większej liczby kotów domowych z całego świata. Ilość zarażonych kotów kształtuje się pomiędzy 2 a 30 procent. Ponieważ przed setkami lat koty domowe zostały przewiezione wraz z handlarzami i odkrywcami w najróżniejsze zakątki świata, można wnioskować, że również FIV zakaża już od dłuższego czasu koty domowe. Również zamrożone kocie surowice – najstarsze przebadane surowice pochodzące z 1968 roku z Japonii i USA dają wynik pozytywny. Liczby odzwierciedlające rozprzestrzenianie się wirusa wahają się w zależności od selekcji wstępnej materiału testowego i liczby zaludnienia. Również w różnych obszarach geograficznych zauważyć można duże wahania częstotliwości występowania tego wirusa. Lwy z Serengeti są praktycznie w stu procentach seropozytywne, podczas gdy lwy w Namibii i wolno żyjące lwy azjatyckie bez wyjątku seronegatywne. Pumy w Wyoming są w 100 procentach seropozytywne, podczas gdy pumy z Montany w 20 procentach. Ponieważ ewolucja lentiwirusów przebiega znacznie szybciej niż ewolucja gatunków kotów, roznoszenie i podobieństwa pomiędzy poszczególnymi szczepami tego wirusa pozwalają wyciągnąć wnioski dotyczące rozprzestrzeniania się, terytorium, ruchów migracyjnych i dynamiki populacji u różnych kotowatych. Zrozumienie i analiza tych danych znajduje się jednakże dopiero na początku swojej drogi.
Nazywanie tego wirusa jako FIV odnosi się najczęściej do szczepu izolowanego z kotów domowych. Dlatego FIV kotów domowych (Felis catus) nazywane jest czasami FIVca, FIV lwów afrykańskich (Panthera leo) nazywane jest FIVple, a Puma concolor jako FIVpco. FIV u pumy określane jest również jako PLV, a lwie FIV jako LLV. Nazwy tych szczepów wirusów są jedynymi wyjątkami odbiegającymi od standardowej nomenklatury.
| Rodzaj                                                              | Wirus        | Podgrupa     | Rozpowszechnienie (jak dalece zbadano)            |
| ------------------------------------------------------------------- | ------------ | ------------ | ------------------------------------------------- |
| Kot domowy (Felis catus)                                            | FIV, FIVfca  | Pięć, A do E | Cały świat                                        |
| Lew (Panthera leo)                                                  | FIVple (LLV) |              | Afryka                                            |
| Puma (Puma concolor)                                                | FICpco (PLV) |              | Ameryka Północna, Centralna i Południowa          |
| Ryś rudy (Lynx rufus)                                               | FIVlru       |              | Kalifornia                                        |
| Manul (Otocolobus manul)                                            | FIVoma       |              | Mongolia                                          |
| Jaguarundi (Puma yagouaroundi)                                      | FIVhya       |              | Ameryka Centralna i Południowa                    |
| Gepard (Acinonyx jubatus)                                           | FIVaju       |              | Afryka                                            |
| Leopard (Panthera pardus)                                           | FIVppa       |              | Afryka (Botswana), Azja                           |
| Ocelot (Leopardus pardalis)                                         | FIVlpa       |              | Ameryka Centralna i Południowa                    |
| Tygrys (Panthera tigris)                                            | –            |              | Azja, ogrody zoologiczne Europy (zarażone FIVple) |
| Hiena cętkowana (Crocuta crocuta) i hiena pręgowana (Hyaena hyaena) | FIVccr       |              | Serengeti                                         |

## Podgrupy

Rozpowszechnienie podtypów FIVfca. Nie są dostępne dane ze wszystkich regionów.

Do tej pory znane szczepy FIV są bardzo rozbieżne, lecz monofiletyczne, co oznacza, że powstały z jednej formy podstawowej. Dla trzech szczepów tego wirusa udało się wyróżnić ich podtypy. Jak do tej pory FIV kotów domowych jest najlepiej zbadane i zawiera pięć podtypów, które występują na całym świecie z różną częstotliwością, a oznaczane są literami od A do E. Podział na pięć podgrup dokonywany jest na podstawie porównania sekwencji DNA genu env. Podgrupy A do C są rozpowszechnione na całym świecie, D występuje przede wszystkim we wschodniej Azji, a E tylko w Ameryce Południowej.
Również dla FIVple wyszczególniono podgrupy określane od A do C. Podział na te podgrupy nastąpił na podstawie różnic sekwencyjnych w genie pol, który koduje wirusowe enzymy (proteazy, integrazy i odwrotne transkryptazy). Dla FIVpci wyszczególniono na podstawie różnic w pol dwie podgrupy oznaczane jako A i B. Różnice sekwencji DNA są po części znaczące pomiędzy poszczególnymi szczepami FIV i kształtują się np. dla genu pol w FIVple, FIVca FIVca FIVpco na poziomie 30 procent.
Znane szczepy FIV tworzą swoją własną grupę w obrębie lentiwirusów i można je podzielić na stare i nowe gatunki. Najbliżej spokrewnione są z lentiwirusami bydła i koni.

## Budowa

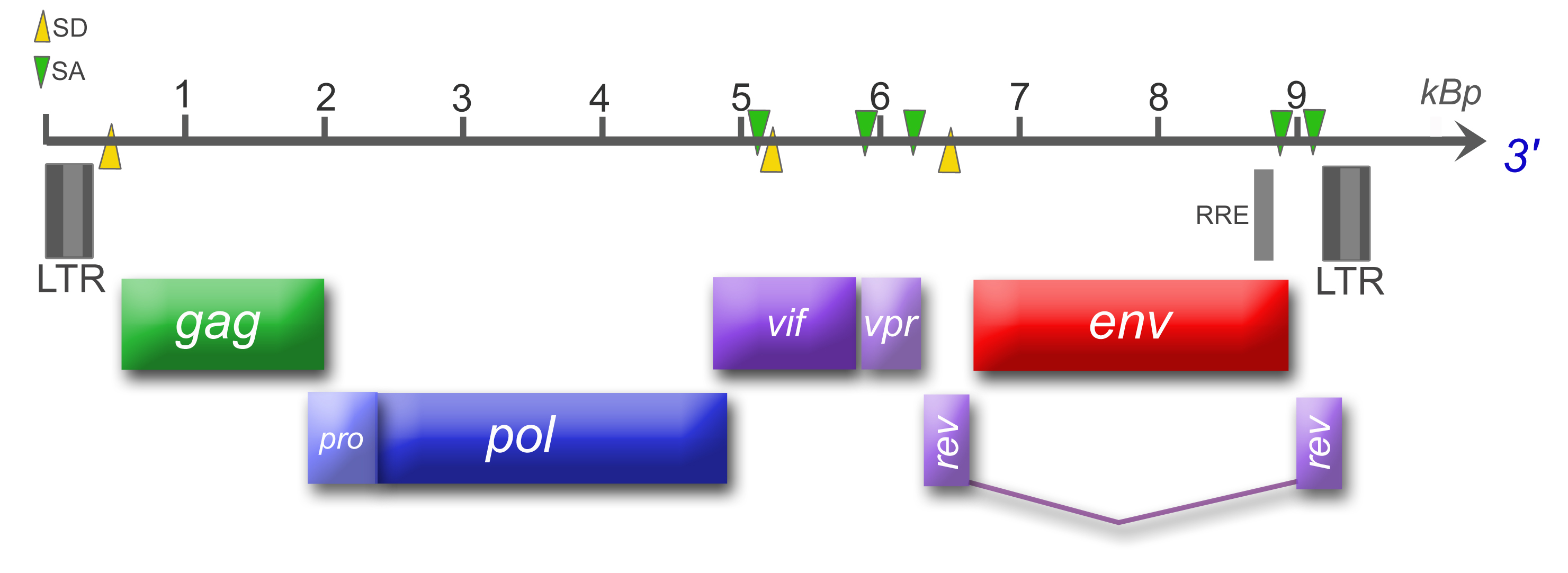
Organizacja genomu FIV

FIV ma budowę podobną do innych lentiwirusów, które wywołują objawy niedoboru odporności u ssaków. Kompletny wirion ma średnicę 105 do 125 nanometrów, ma kulisty lub owalny kształt oraz posiada w osłonce wirusa krótkie, nieokreślone elementy (ang. spikes), które składają się z wirusowych glikoprotein gp95 i gp44. Ma on tak jak inne retrowirusy gęstość 1,15–1,17 g/cm³. Cząstki wirusowe rozpadają się w wyniku działania zwykłych środków odkażających zawierających alkohol i chlor, i dezaktywują się poprzez krótkie ogrzewania do 60 °C.
Genom wirusa jest podwójny. Składa się z dwóch identycznych pojedynczych molekuł RNA składających się każda po około 9400 nukleoidów. Genom ten posiada typową genomową strukturę retrowirusów, która składa się z genów gag-pol-env i tak jak inne lentiwirusy posiada dodatkowe geny. Są nimi vif, vpr, ref. Nie zawierają one tat, vpu, vpx i nef, dlatego FIV jest mniej złożony niż wirus HIV. FIV posiada deoksyurydynopirofosfatazę (dUTPaza), która nie występuje u lentiwirusów naczelnych. dUTPaza kodowana jest w pol-regionie; enzym redukuje dUTP do dUMP oraz pirofosforanu, co prawdopodobnie uniemożliwia błędne włączenie dUTP do genomu.

## Chorobotwórczość i specyfika

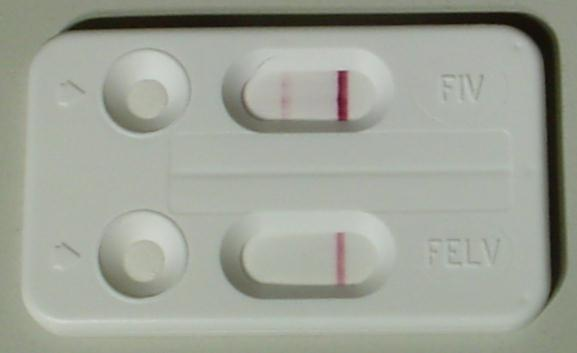
Oparty na immunochromatografii test w kierunku FIV (wynik dodatni, górny panel) i FeLV (wynik ujemny, panel dolny)

Chorobotwórczość szczepów FIV u kotów żyjących na wolności jest trudna do określenia. Badania epidemiologiczne, w których porównano częstość przeżycia z częstotliwością występowania choroby i wskaźnikiem rozrodu, nie wykazały statystycznie istotnych negatywnych skutków dla zakażonych zwierząt. Wiele występujących szczepów nie może być zatem określanych jako patogenne. Niska patogenność szczepów tego wirusa u dziko żyjących kotów wskazuje na długie wzajemne oddziaływanie patogenu z gospodarzem, zachodzące już od około miliona bądź dwóch milionów lat. Nie wiadomo jeszcze, u których gatunków rozwinął się pierwotnie FIV. Przenoszenie wirusa między różnymi gatunkami kotów na wolności występuje rzadko, w niewoli natomiast częściej.
Zespół niedoboru immunologicznego kotów jest specyficzny dla kotowatych i ryzyko zarażenia u ludzi określane jest jako minimalne. FIV infekuje, podobnie jak HIV-1, głównie limfocyty T CD4+. W porównaniu do HIV-1, jednego z najbardziej zbliżonych do FIV spośród występujących u ludzi wirusów, może on zarażać szersze spektrum komórek. Obok limfocytów T CD4+, monocytów, makrofagów i komórek glejowych, infekuje on także limfocyty T i B CD8+. Za pierwotny receptor glikoproteiny (gp95) uważane są nie cząsteczki CD4, jak przy HIV-1, lecz CD134. Do interakcji pomiędzy glikoproteiną 95 i CD134 potrzebny jest CXCR4 jako główny koreceptor. Glikoproteina 95 wirusa wiąże się za pośrednictwem wypustek (ang. spikes) z cząsteczką CD134, co prowadzi do zmiany konformacji w gp95 umożliwiającej interakcję z CXCR4. Ta interakcja z koreceptorem pobudza syntezę osłonek wirusowych z błoną komórkową i umożliwia wniknięcie do komórek. Ponieważ opisane zostały także szczepy wirusów, które nie wymagają CD132, rola receptorów nie jest całkowicie wyjaśniona.
Dotychczas w żadnym przypadku nie powiodło się wszczepienie wirusa zespołu niedoboru immunologicznego do ludzkich komórek czy też linii komórkowych w celu rozmnożenia. Przyczyną, dla której wirus nie mógł przejść całego cyklu replikacji był fakt, że wykrywalny prowirus zintegrowany w DNA nie pokonuje krytycznego etapu transkrypcji. Dlatego po zainfekowaniu komórek nie może dojść do syntezy pełnych cząstek wirusa. Blokada ta przypomina tym samym tę spotykającą EIAV w komórkach ludzkich i HIV w komórkach mysich.
W organizmie kota wkrótce po infekcji produkowane są przeciwciała i powstają cytotoksyczne komórki T, jednak pomimo gwałtownej reakcji immunologicznej nie dochodzi do całkowitego zwalczenia infekcji. Wirus pozostaje przez to na stałe w organizmie – we wszystkich dotychczas badanych przypadkach.

## Szczepionka przeciw FIV
Stosunkowo dużo uwagi poświęca się opracowaniu szczepionki przeciwko temu wirusowi, która została dopuszczona w 2002 roku w Stanach Zjednoczonych. Po doświadczeniach z tą szczepionką narodziły się nadzieje na opracowanie szczepionki przeciwko HIV. Prace nad tą szczepionką przyspieszyły po odkryciu wirusa, badano wiele różnych typów szczepionek, w tym inaktywowane wirusy, komórki zainfekowane wirusami, szczepionki DNA i wektory wirusowe. Nie jest jasne, czy otrzymane w warunkach laboratoryjnych rezultaty potwierdzą się w praktyce, zwłaszcza biorąc pod uwagę dużą liczbę różnych szczepów wirusa.
Rozwój skutecznej szczepionki przeciwko wirusowi FIV jest tak jak w przypadku wirusa HIV utrudniony przez dużą liczbę wirusów i wariacje ich szczepów. Dla tzw. szczepionki "pojedynczego szczepu" ("single strain"), a więc chroniącej tylko przed jednym z wariantów wirusa, udowodniono duża skuteczność także wobec homologicznych szczepów FIV. Wraz z rozwojem szczepionki przeciwko FIV "dual-subtype" (Fel-O-Vax FIV) stało się możliwe uodpornienie kotów na dalsze szczepy tego wirusa. Szczepionka składa się z inaktywowanych cząstek FIV szczepów Petaluma subtype A i Shizuoka subtype D. W warunkach laboratoryjnych zaobserwowano uodpornienie 82% badanych kotów po podaniu szczepionki. W przypadku dwóch różnych podtypów szczepu B wirusa wykazano skuteczność 100%. Całkowite uodpornienie zwierząt żyjących na wolności przeciwko pierwotnym szczepom wydaje się być jednak wciąż nieosiągalne. Dotychczas można było tylko opierać się na niektórych doświadczeniach z badań nad szczepionką przeciwko HIV. Najbardziej krytykowaną stroną dostępnej szczepionki jest fakt, że zaszczepione zwierzęta nie różnią się serologicznie od zainfekowanych. Trwają prace nad testem pozwalającym na ich rozróżnienie.
Zbliżony obraz kliniczny niedoboru odporności u kotów i AIDS oraz możliwość uodpornienia przeciwko FIV sprawiają, że wirus ten stał się użytecznym modelem w badaniach nad HIV/AIDS.

## FIV jako wektor wirusowy
W oparciu o FIV opracowywane są wektory wirusowe na potrzeby ludzkiej terapii genowej. Jest to możliwe dzięki braku patogenności FIV wobec ludzi. Wektory wirusa znajdują także zastosowanie w podstawowych badaniach naukowych.